# Harry Hemley Plaskett
Pour les articles homonymes, voir Plaskett.
Harry Hemley Plaskett (né le 5 juillet 1893 - mort le 26 janvier 1980) est un astronome canadien spécialisé dans les domaines de la physique solaire, de la spectroscopie astronomique et de la spectrophotométrie. De 1932 à 1960, il a été à la tête de la Chaire savilienne d'astronomie de l'université d'Oxford. En 1963, il a été décoré de la médaille d'or de la Royal Astronomical Society.

## Biographie
Harry Hemley Plaskett naît à Toronto, en Ontario, le 5 juillet 1893. Ses parents sont Rebecca Hemley et John Stanley Plaskett, qui travaille à l'époque comme machiniste au département de physique de l'université de Toronto et qui deviendra le premier directeur de l'Observatoire fédéral d'astrophysique à Victoria (Colombie-Britannique) ainsi qu'un récipiendaire de la médaille d'or de la Royal Astronomical Society.
Après avoir obtenu son baccalauréat à l'université de Toronto en 1916, Harry Plaskett rejoint le Corps canadien et sert dans l'artillerie en France en 1917-1918. Après la guerre, il travaille un an avec le professeur Alfred Fowler à l'Imperial College London, puis retourne au Canada et est engagé à l'Observatoire fédéral d'astrophysique. 
En 1921, il épouse Edith Alice Smith, avec qui il aura 2 enfants : Barbara et John Stanley.
En 1928, il est nommé professeur d'astrophysique à l'université Harvard. En 1932, il remplace Herbert Hall Turner à la tête de la chaire savilienne d'astronomie de l'université d'Oxford.
En mai 1936, il est élu à la Royal Society.
Lors de la Seconde Guerre mondiale, il s'engage à nouveau. En 1939 et 1940, il est officier dans la défense anti-aérienne, puis de 1940 à 1944, il travaille en navigation expérimentale pour le Ministry of Aircraft Production (en).
Après la guerre, il est un temps président de la Royal Astronomical Society.
En 1960, il prend sa retraite d'Oxford et devient professeur émérite. Il demeurera actif dans la recherche astronomique presque jusqu'à la fin de sa vie.